# Isotoma baueri
Isotoma baueri är en klockväxtart som beskrevs av Karel Presl. Isotoma baueri ingår i släktet Isotoma och familjen klockväxter. Inga underarter finns listade i Catalogue of Life.